# Joel Santana
Joel Natalino Santana  (* 25. Dezember 1948 in Rio de Janeiro) ist ein ehemaliger brasilianischer Fußballspieler und Fußballtrainer. Santana arbeitete bereits bei zahlreichen brasilianischen Vereinen – bei einigen sogar mehrmals – und auch in Arabien. Zudem trainierte er bereits die Südafrikanische Fußballnationalmannschaft.

## Karriere

### Karriere als Aktiver
Santana begann seine Profilaufbahn als Spieler 1971 bei CR Vasco da Gama. 1973 wechselte er kurzzeitig zum Olaria AC, wo er den Durchbruch schaffte. Auch bei seiner Rückkehr zu Vasco blieb er Stammspieler. Ab 1976 spielte der Verteidiger noch vier Jahre für América RN und beendete 1980 seine aktive Laufbahn, die er ausschließlich in seinem Heimatland verbracht hatte. Seine größten Erfolge waren insgesamt fünf Staatsmeisterschaften und die brasilianische Meisterschaft 1974 mit Vasco da Gama.

### Karriere als Trainer
1981 begann Santana seine Trainerlaufbahn in den Vereinigten Arabischen Emiraten bei Al-Wasl. Nach fünf Jahren kehrte er nach Brasilien zurück und übernahm seinen Ex-Verein Vasco da Gama. Bis 1992 betreute er abwechselnd Vereine aus dem arabischen Raum und Klubs in seinem Heimatland. Nach seinem zweiten Intermezzo bei Vasco da Gama, bei dem er zweimal in Folge mit dem Klub die Staatsmeisterschaft von Rio de Janeiro gewinnen konnte, feierte er 1994 mit dem EC Bahia seinen dritten Titel als Trainer, die Staatsmeisterschaft von Bahia. In den nächsten beiden Spielzeiten gewann er zuerst mit Fluminense Rio de Janeiro, dann mit CR Flamengo die Staatsmeisterschaft von Rio de Janeiro. Dieses wiederholte er 1997 mit Botafogo FR. Damit hatte er die Meisterschaft seines Heimatstaates mit allen vier großen Vereinen aus der Region errungen. 1999 führte er den EC Bahia zum zweiten Mal zur Staatsmeisterschaft von Bahia. Auch sein drittes Engagement bei Vasco verlief ab 2000 mit dem Gewinn der Copa Mercosur und dem nationalen Meistertitel mehr als erfolgreich.
Weitere Titel holte er 2002 und 2003 mit dem EC Vitória. Es folgten Anstellungen bei diversen anderen brasilianischen Klubs. 2004 rettete er Vasco, 2005 Flamengo vor dem Abstieg. Nach einem Job in Japan bei Vegalta Sendai tat er das Gleiche mit Flamengo erneut 2007 und holte 2008 sogar seine nächste Staatsmeisterschaft von Rio. Im April 2008 wurde Joel Santana Nachfolger seines Landsmannes Carlos Alberto Parreira als Nationaltrainer von Südafrika. Trotz eines guten vierten Platzes beim Konföderationen-Pokal 2009 in Südafrika wurde er im Oktober 2009 entlassen und konnte so nicht bei der WM im eigenen Land 2010 dabei sein; verantwortlich dafür waren die schlechten Resultate in den Testspielen und das Scheitern in der Qualifikation zum Afrika-Cup 2010.
Santana kehrte in die Heimat zurück. Er wurde 2010 Staatsmeister mit Botafogo. Dann ging er zu Cruzeiro, ab 2011 saß er jetzt wieder beim EC Bahia auf der Trainerbank. Ende Januar 2012 wurde er wieder Trainer von Flamengo. Dort wurde er Ende Juli 2012 wieder als Trainer entlassen.
Am 8. April 2013 wurde Santana zum vierten Mal nach 1994, 1999 und 2011 beim EC Bahia als Trainer vorgestellt. Nachdem er nach sieben Spielen nur zwei gewinnen konnte, wurde er zwei Monate später am 13. Mai wieder entlassen.
Im September 2014 gab Vasco da Gama das fünfte Engagement von Santana nach 1986, 1992, 2000 und 2004 bekannt. Er sollte den Klub vor dem aus der Série A 2013 zu retten. Dieses gelang ihm nicht und er verließ den Klub Anfang Dezember nach Saisonende wieder.
Im Dezember 2016 wurde bekannt, dass Santana Boavista SC für die Austragung der Staatsmeisterschaft von Rio de Janeiro betreuen wird.
Sein letzter Posten als Trainer war in der United Premier Soccer League, einer semi-professionellen Liga, bei Black Gold Oil aus Kalifornien in den USA.

## Erfolge

### Als Spieler
América FC (RN)
- Staatsmeisterschaft von Rio Grande do Norte: 1974, 1977, 1979, 1980

CR Vasco da Gama
- Campeonato Brasileiro de Futebol: 1974
- Staatsmeisterschaft von Rio de Janeiro: 1970

### Als Trainer
EC Bahia
- Staatsmeisterschaft von Bahia: 1994, 1999

Botafogo FR
- Staatsmeisterschaft von Rio de Janeiro: 1997, 2010

CR Flamengo
- Staatsmeisterschaft von Rio de Janeiro: 1996, 2008

Fluminense FC
- Staatsmeisterschaft von Rio de Janeiro: 1995

Südafrika
- FIFA-Konföderationen-Pokal 2009: 4. Platz

CR Vasco da Gama
- Copa Mercosur: 2000
- Campeonato Brasileiro First Division: 2000
- Staatsmeisterschaft von Rio de Janeiro: 1992, 1993

EC Vitória
- Staatsmeisterschaft von Bahia: 2002, 2003
- Copa do Nordeste : 2003